# Association sportive et culturelle Mauritel
Maillots
L'Association sportive et culturelle de Mauritel (en arabe : الجمعية الرياضية و الثقافية موريتل), plus couramment abrégé en ASC Mauritel, est un club mauritanien de football fondé en 2003 et basé à Nouakchott, la capitale du pays. 
Le club a été créé par la compagnie nationale de télécommunications Mauritel Mobile.

## Histoire
Le meilleur match international de l'histoire du club est le match retour du tour préliminaire de la Ligue des champions de la CAF 2007 face au club marocain du Wydad AC, qui a vu la victoire des mauritaniens sur le score de deux buts à un (2-1).
Lors de la saison 2010-11, le club est exclu du championnat pour raisons financières (avec deux autres équipes, l'ASC Nasr Sebkha et l'ACAS Teyarett). Par conséquent, la compétition ne se déroule qu'avec neuf clubs avec aucune relégation en fin de saison. 

## Palmarès
| Compétitions nationales                                                                              |
| --- |
| - Championnat de Mauritanie (1) : - Champion : 2006. - Coupe de Mauritanie (1) : - Vainqueur : 2007. |